# الاتحاد الوطني للتضامن والتقدم
الاتحاد الوطني للتضامن والتقدم (بالفرنسية: Union Nationale pour la Solidarité et le Progrès)‏ كان حزبًا سياسيًا في بنين بقيادة يوستاش ساري.

## التاريخ
خاض الحزب الانتخابات البرلمانية عام 1991 بالتحالف مع الحزب الديمقراطي الاجتماعي.  حصل التحالف على 10٪ من الأصوات وفاز بـ 8 مقاعد من 64 في الجمعية الوطنية. انضم معظم النواب لتحالف التجديد عام 1993. 
قبل انتخابات عام 1995 شكل الحزب تحالف «الجيل الجديد» مع منتدى الديمقراطية والتنمية والأخلاق. حصل الحزبان على 3٪ من الأصوات وفازا بمقعدين. وشغل المقعدان سليمان زومارو ومامودو زومارو. 
كان جزءًا من تحالف النجمة لانتخابات 1999. حصل التحالف على 4٪ من الأصوات وفاز بأربعة مقاعد.  رشح الحزب واليس زومارو للانتخابات الرئاسية لعام 2001. احتل زومارو المركز التاسع من بين 17 مرشحا.